# Richard Trevithick
Compléments
- 21 février 1804 : première circulation d'un train avec une locomotive à vapeur.
- M’attrape qui peut !, première locomotive a vapeur à transporter des passagers payants.

Richard Trevithick (Camborne 13 avril 1771 - Dartford 22 avril 1833) est un inventeur britannique foisonnant du début du XIXe siècle, à qui l'on doit la machine à vapeur à haute pression et le premier train tracté par une locomotive. À l'aube de la révolution industrielle, il avait compris les multiples applications possibles des machines à vapeur et les changements considérables qu'elles allaient apporter. Il eut en revanche peu de succès pour faire émerger de ses prototypes des solutions opérationnelles viables et mourut dans la pauvreté.

## Biographie
Ingénieur des mines, comme son père, il est né à Camborne dans la région minière des Cornouailles (Grande-Bretagne). Il a pour voisin William Murdoch, le pionnier des wagons à vapeur. Ses expériences sur la vapeur comme moyen de propulsion d’un véhicule sur route sont source d’inspiration pour Trevithick. Il prend une part active dans les efforts locaux de briser le monopole instauré par James Watt et sa machine à vapeur par la conception d'une nouvelle génération de machines. C'est ainsi qu'il met au point, entre 1797 et 1799, une machine à vapeur haute pression en supprimant le condenseur, avec échappement dans l'atmosphère, ce qui augmente la puissance et la rend plus économique que celle de Watt mais augmente également le risque d'explosion. Ces machines deviennent plus compactes et plus simples. Portatives, elles peuvent être installées sur des bateaux, dans des fermes pour battre le blé, dans des moulins ou de petites fabriques.

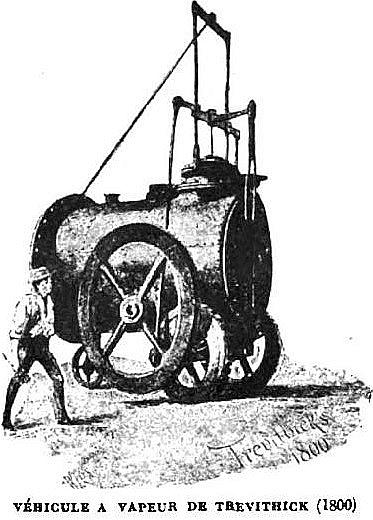
Le véhicule à vapeur de Richard Trevithick Puffing Devil, 1800.

Après une série d’expériences entre 1801 et 1803, Trevithick prend une patente pour trois véhicules à vapeur à haute pression qui circulent sur route à Londres, Camborne et Coalbrookdale. En 1801, sa première « voiture à vapeur » connue sous le nom de « Puffing Devil » est l’un des premiers véhicules à se mouvoir par sa propre puissance et à transporter des passagers. Cet ancêtre de la voiture automobile est présenté au public à la veille de Noël, conduite par le cousin de l’inventeur, Andrew Vivian. En 1803, il présente un nouveau véhicule qui enthousiasme le public londonien, mais ce mode de transport est rapidement abandonné car il se révèle bien trop onéreux par rapport à la traditionnelle calèche. Trevithick oriente ses machines routières rapidement vers le rail compte tenu de leur poids et de l'état des routes. Il construit en 1803 la première locomotive à vapeur sur rails pour les mines de Pen-y-Darren, près de Merthyr Tydfil. Le 21 février 1804, elle remorque sans encombre 10 tonnes de fer et cinq wagons chargés de 70 hommes, sur une voie longue de 15 km, à la vitesse proche de 8 km/h (le trajet se fait en quatre heures et cinq minutes), et ce malgré quelques problèmes techniques (la voie qui se brise au passage du convoi). En effet, les voies en fonte, fabriquées à l'époque, n'étaient pas capables de supporter le passage d'un engin de 6 tonnes et demi. Une seconde locomotive est construite pour Christopher Blackett (en) à Wylam, mais elle n'est là encore pas compatible avec la voie.
Une nouvelle locomotive, la « M’attrape-qui-peut ! » (Catch-me-who-can) est présentée à Londres, près d’Euston, sous la forme d’une attraction. Le public a la possibilité de voyager dans des wagons tirés par la locomotive sur un trajet circulaire. Ce coup de publicité avait pour but de convaincre les investisseurs du potentiel de l’invention, afin de créer un réseau ferroviaire qui dépasserait le simple cadre de la mine. L’idée est abandonnée à la suite du refus d'investisseurs de financer la construction de ce type de locomotive pourtant plus moderne que celle de Pen-y-Darren. Elle comportait en effet un cylindre vertical qui rejoignait directement les roues sur l’un des côtés.
Sur sa terre natale des Cornouailles, Trevithick est désormais « le Géant des Cornouailles », surnom acquis grâce à sa réputation de grand travailleur et d’innovateur. Trop moderne par rapport à son temps, Trevithick reste incompris par ses contemporains. D’autant qu’ailleurs, il est vu comme un inventeur incapable de se consacrer à un seul projet. On le perçoit comme papillonnant d’une idée à l’autre, sans avoir la ténacité de surmonter les aléas techniques ou financiers.
La plupart de ses idées sont reprises par d’autres alors que lui-même abandonnait tout pour partir à l’aventure en Amérique du Sud. En 1816, il se rend au Pérou pour travailler comme ingénieur des mines, modernisant l'extraction du cuivre et de l'argent. Il reste au Pérou de 1816 à 1822 et installe dans les mines des machines à vapeur à haute pression.
Son succès est de courte durée, et en 1826, la guerre civile l’oblige à rentrer à Dartford, en Angleterre, ruiné. Au cours de son voyage, il rencontre Robert Stephenson à Colombia. Si les retrouvailles sont joyeuses, les deux hommes ont cependant peu à se dire.
Richard Trevithick meurt à Dartford, le 22 avril 1833, dans la pauvreté, alors qu’il peut être considéré comme un pionnier de l'automobile, l'inventeur avec Oliver Evans de la machine à vapeur à haute pression et l'inventeur de la locomotive à vapeur en général et de la technologie « Blast pipe » en particulier. Il est enterré dans une tombe anonyme.
Son fils, Francis Trevithick, devient directeur général du Grand Junction Railway (GJR), absorbée plus tard par la London and North Western Railway (LNWR). Il est à l'origine de la locomotive LNWR Cornwall.

## Chronologie historique
Les grandes étapes de la vie de Richard Trevithick sont :
- 1790 : il rentre comme ingénieur à la mine de Stray Park.
- 1792 : il écrit un rapport sur la performance du moteur de la mine de Tincroft.
- environ 1794 : il s'intéresse aux travaux de William Murdoch sur les chars à vapeur.
- 1796 : il rencontre Davies Gilbert (« Giddy ») qui devient son mentor, visite la fonderie Boulton & Watt de Soho à Birmingham et Coalbrookdale.
- 1797 :
  - il refuse les conditions des fonderies de Soho pour construire sa machine,
  - mort de son père,
  - mariage avec Jane Harvey, fille de John Harvey (propriétaire d'une fonderie à Hayle en Cornouailles) en l'église de St Erth ; le couple s'installe à Redruth.
- 1798 :
  - il revient à Camborne. Présentation d'une maquette de son automobile à vapeur,
  - naissance de son fils Richard.
- 1800 :
  - expiration du brevet de James Watt,
  - naissance de sa fille Anne.
- 1801 : il construit la première machine à haute pression, le Puffing Devil (démon pouffant), essayé entre Camborne et Tuckingmill.
- 1802 :
  - il dépose un brevet d'application de la vapeur aux véhicules,
  - naissance de sa fille Elizabeth.
- 1803 : il construit un véhicule automobile qui reliera Leather Lane à Paddington via Oxford Street.
- 1804 : essai de sa locomotive à Pen-y-Darren ; elle tire le premier train de l'histoire.
- 1804 : il fait construire la locomotive de Wylam à Newcastle-upon-Tyne.
- 1806 :
  - première utilisation de son dragueur à vapeur sur la Tamise à Londres,
  - naissance de son fils John Harvey.
- 1807 : il est appointé ingénieur à la Thames Archway Company (en).
- 1808 :
  - il dépose avec l'homme d'affaires Robert Dickinson un brevet concernant la machinerie assurant le halage, le pilotage ou le déchargement de navires. Sa famille s'installe à Londres. Il conçoit les premiers conteneurs pour navires,
  - démonstration sur une piste circulaire, de sa locomotive surnommée « M’attrape-qui-peut ! » ; des tours de circuits payants sont proposés au public.
- 1809 : il dépose un brevet sur des docks flottants, des navires, mâts ou flotteurs métalliques, des moteurs à vapeur pour navires.
- 1810 :
  - il dépose un brevet concernant la propulsion de navires,
  - il contracte le typhus et retourne dans les Cornouailles.
- 1811 : il dépose son bilan ; il installe le premier moteur cornouaillais.
- 1812 :
  - il adapte un moteur à haute pression au machinisme agricole, une première. Il construit une foreuse pour Plymouth Breakwater & Screw Propeller Company,
  - naissance de son fils Francis.
- 1814 : il négocie l'envoi de 9 moteurs au Pérou.
- 1815 : il dépose un brevet sur les moteurs à haute pression, la turbine à réaction et le propulseur à vis.
- 1816 : naissance de son fils Frederick Henry.
- 1818 : premier bateau à vapeur équipé d'un moteur Trevithick.
- 1821 : il travaille au renflouement de navires près de Callao.
- 1823 : il se rend en Équateur pour affaire.
- 1827 : brevet sur le centrage sur pivots. Arrive au Nicaragua. Il invente un chariot de recul pour fusil, destiné à Simón Bolívar. Il rencontre Robert Stephenson qui lui avance le prix de son retour en Grande-Bretagne.
- 1828 : brevet pour le déchargement de cargos. Se rend en Hollande pour voir le projet du Zuiderzee.
- 1829 : nouveau brevet d'amélioration des moteurs à vapeur.
- 1831 : brevet concernant les chaudières et condenseurs ; brevet de réchaud portatif.
- 1832 : brevet de surchauffeur ; propulsion de vaisseaux par jet. Trevithick dessine une colonne de 1 000 pieds (304,8 m) pour commémorer le Reform Act voté au parlement.
- 1833 : il meurt d'une pneumonie alors qu'il travaillait pour John Hall Engineering à Dartford dans le Kent.

## Enfants
- Richard Trevithick junior (1798-1872) ;
- Anne Ellis (1800-1876) ;
- Elizabeth Banfield (1803-1870) ;
- John Harvey Trevithick (1807-1877) ;
- Francis Trevithick (1812-1877) ;
- Frederick Henry Trevithick (1816-1883).